# احمتشایری، بالا
احمتشایری، بالا (به لاتین: Ahmetçayırı, Bala) یک Köy در ترکیه است که در استان آنکارا واقع شده‌است.